# São João Baptista (Moura)
São João Baptista is een plaats (freguesia) in de Portugese gemeente Moura en telt 4747 inwoners (2001).